# KMW+Nexter Defense Systems
KMW+Nexter Defense Systems (znám především pod akronymem KNDS) je evropský zbrojní holding, který je výsledkem fúze německé společnosti Krauss-Maffei Wegmann a francouzské státní zbrojovky Nexter Systems. Holdingová společnost Honostor NV má sídlo v Amsterdamu v Nizozemsku, fakticky je však řízena z Německa a Francie. KNDS patří rovným dílem francouzskému státu a rodinnému holdingu Wegmann & Co GmbH, což jsou původní majitelé KMW.
Hlavní výrobní závody KNDS jsou ve Francii a Německu, pobočky a partnerské společnosti však má po celém světě. K roku 2023 KNDS zaměstnávala kolem 9,5 tisíc lidí a operovala s obratem 3,3 miliardy EUR.

## Historie
Přibližně od počátku roku 2014 se v médiích objevovaly zprávy o tzv. projektu KANT (akronym KMW And Nexter Together), který označoval záměr spojení francouzské státní zbrojovky Nexter Systems se soukromou německou zbrojovkou Krauss-Maffei Wegmann. Po období spekulací o spojení obou společností nabral záměr v létě 2014 konkrétní obrysy, když započala formální jednání, do nichž byla zahrnuta i francouzská a německá vláda.
V lednu 2015 byl záměr prezentován francouzskému Národnímu shromáždění. Generální ředitelé obou společností tehdy uvedli, že nový holding podpoří produkci obou výrobců, a to mimo jiné tím, že pomůže vyhnout se národním vývozním omezením, zejména těm německým. V červenci 2015 Národní shromáždění schválilo opatření, které povolilo privatizaci státních zbrojních společností, čímž se otevřela cesta pro spojení státního Nexteru se soukromým KMW. Dne 29. července 2015 byla v Paříži oficiálně podepsána fúze obou společností. Fúze byla dokončena v prosinci 2015, kdy dozorčí rada jmenovala dosavadního generálního ředitele Nexter Systems Stéphana Mayera a předsedu výkonné rady KMW Franka Hauna generálními řediteli holdingové společnosti. V roce 2020 pak KNDS opustila systém dvou CEO a společnost od té doby řídil jen Frank Haun, který na svou pozici rezignoval v prosinci 2024. Nahrazen byl Jeanem-Paulem Alarym, který společnost povede od dubna 2025. Pozici CEO do té doby dočasně vykonává finanční ředitel Philippe Balducchi.
Od dokončení spojení jsou společnosti Nexter Systems i KMW stoprocentně vlastněny holdingovou společností Honostor NV, kterou z 50 % vlastní francouzská vláda prostřednictvím GIAT Industries a z 50 % rodinný holding Wegmann & Co GmbH – původní majitelé tedy vložili své společnosti do holdingu, který vlastní napůl. Holdingová společnost Honostor NV je registrována v Nizozemsku, kde má také formálně sídlo, řízena je však nadále z Francie a Německa. Dozorčí radu tvoří sedm osob, po dvou jmenovaných francouzskou vládou a rodinou Bode-Wegmann, doplněných o trojici nezávislých osob, které navíc nemají být občany Francie ani Německa.
Během procesu spojování nebyl jasný finální název podniku, značka KNDS byla poprvé představena až v roce 2016 na zbrojním veletrhu Eurosatory. Obě původní společnosti nadále obchodně vystupovaly pod svými názvy doplněnými o informaci o členství v KNDS. V červnu 2023 však bylo oznámeno marketingové sjednocení, s tím že do budoucna budou oba výrobci a všechny jejich dceřiné společnosti vystupovat už pouze pod značkou KNDS. Cílem má být mimo jiné etablovat se jako vedoucí evropský výrobce v oblasti pozemních systémů.

## Produkce
KNDS je výrobcem celé řady produktů především z oblasti vojenských pozemních systémů. Mezi jejich produkty patří tanky, obrněná vozidla, dělostřelecké systémy, zbraňové stanice, ženijní systémy, výcviková řešení, protiletadlové systémy a munice. Většina produktů je vyvinuta ještě v rámci původně samostatných společností a některé produkty si tak mohou navzájem konkurovat. Velkým společným projektem by potenciálně mohl být Main Ground Combat System, tedy budoucí evropský tank nové generace vyvíjený od roku 2017. Vzhledem k ruské invazi na Ukrajinu však řada zemí začala nakupovat okamžitě dostupná řešení a budoucnost tohoto projektu je tak nejistá.

### Významné v současnosti nabízené produkty
KMW:
- hlavní bojový tank Leopard 2
- samohybná houfnice PzH 2000
- samohybná houfnice RCH 155
- samohybný protiletadlový kanon Flakpanzer Gepard

- obrněné vozidlo ATF Dingo
- průzkumné vozidlo Fennek
- víceúčelový vůz Mungo ESK
- obrněný transportér Boxer
- salvový raketomet MARS II
- bojové vozidlo pěchoty Puma

Nexter Systems:
- samohybná houfnice Caesar
- hlavní bojový tank Leclerc
- kolové bojové vozidlo pěchoty VBCI
- obrněné kolové vozidlo Titus